# Air One
Air One foi uma companhia aérea de voos regulares e voos fretados, com base na cidade de Roma, Itália.

## História
A companhia começou com o nome de Aliadriatica que foi estabelecida em Pescara em 1983 para operar como uma escola de aviação, prover serviços de táxi aéreo e voos regionais regulares muito raros. Com a compra do primeiro Boeing 737, em 1994, a Aliadriatica começou a fazer operações regulares e de charter. Em 23 de Novembro 1995, o novo nome "Air One" foi adotado, e a companhia começou a fazer voos regulares partindo de Roma e Milão. Em 1996, o primeiro ano com mais operações, 713000 passageiros foram transportados e a companhia se expandiu rápido. Em 2000, a Air One anunciou uma parceria com a Lufthansa e quase todos os seus voos são coligados com a Lufthansa.

## Frota

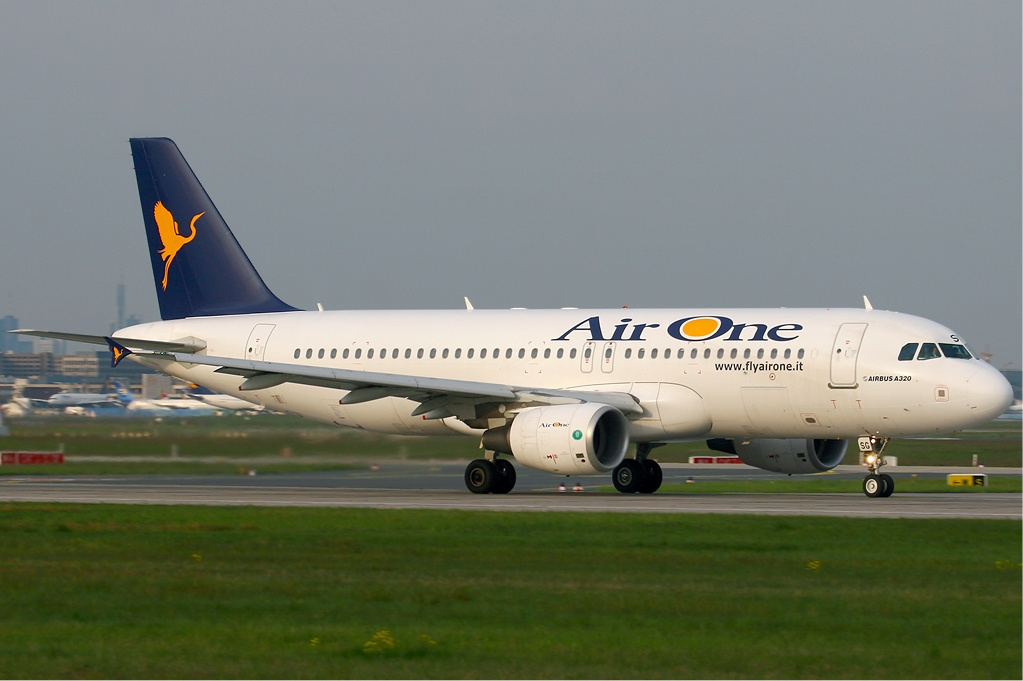
Airbus A320 da Air One.

Em 2009.
- 10 Airbus A320